# 3a,7a,12a-trihidroksi-5b-holest-24-enoil-KoA dehidrataza
3a,7a,12a-trihidroksi-5b-holest-24-enoil-KoA dehidrataza (EC 4.2.1.107, 46 kDa hidrataza 2, (24R,25R)-3alfa,7alfa,12alfa,24-tetrahidroksi-5beta-holestanoil-KoA hidrolijaza) je enzim sa sistematskim imenom (24R,25R)-3alfa,7alfa,12alfa,24-tetrahidroksi-5beta-holestanoil-KoA hidrolijaza (formira (24E)-3alfa,7alfa,12alfa-trihidroksi-5beta-holest-24-enoil-KoA). Ovaj enzim katalizuje sledeću hemijsku reakciju
()-3alfa,7alfa,12alfa,24-tetrahidroksi-5beta-holestanoil-KoA {\displaystyle \rightleftharpoons } (24E)-3alfa,7alfa,12alfa-trihidroksi-5beta-holest-24-enoil-KoA + H2O
Ovaj enzim je deo peroksizomalnog multifunktionalnog enzim perMFE-2 kod pacova.

## Literatura
- Nicholas C. Price; Lewis Stevens (1999). Fundamentals of Enzymology: The Cell and Molecular Biology of Catalytic Proteins (Third изд.). USA: Oxford University Press. ISBN 019850229X.
- Eric J. Toone (2006). Advances in Enzymology and Related Areas of Molecular Biology, Protein Evolution (Volume 75 изд.). Wiley-Interscience. ISBN 0471205036.
- Branden C; Tooze J. Introduction to Protein Structure. New York, NY: Garland Publishing. ISBN 0-8153-2305-0.
- Irwin H. Segel. Enzyme Kinetics: Behavior and Analysis of Rapid Equilibrium and Steady-State Enzyme Systems (Book 44 изд.). Wiley Classics Library. ISBN 0471303097.
- William P. Jencks (1987). Catalysis in Chemistry and Enzymology. Dover Publications. ISBN 0486654605.

## Spoljašnje veze
- 3alpha,7alpha,12alpha-trihydroxy-5beta-cholest-24-enoyl-CoA+hydratase на 